# Progomphus recurvatus
Progomphus recurvatus är en trollsländeart som beskrevs av Friedrich Ris 1911. Progomphus recurvatus ingår i släktet Progomphus och familjen flodtrollsländor. IUCN kategoriserar arten globalt som otillräckligt studerad. Inga underarter finns listade i Catalogue of Life.